# James Earl Rudder
James Earl Rudder (Eden, 6 maggio 1910 – Houston, 23 marzo 1970) è stato un generale e politico statunitense, Maggior generale dello United States Army, come Tenente colonnello ebbe il comando delle forze statunitensi nella storica Battaglia di Pointe du Hoc durante l'Operazione Overlord nella Seconda guerra mondiale, ebbe altresì il comando delle forze statunitensi durante la Battaglia della Foresta di Hürtgen e guido una serie di azioni di disturbo e di imboscate durante l'Offensiva delle Ardenne. Il generale Rudder servì anche in diversi periodi come Commissario della terra del Texas, come 16º presidente della Texas A&M University, come terzo presidente della Texas A&M University System, come sindaco della città Brady in Texas e come insegnante e coach di un college e di una scuola superiore.

## Biografia
Dopo essersi laureato alla Texas A&M University, Rudder fu commissionato come Secondo tenente di fanteria nei corpi di riserva organizzati degli Stati Uniti. Dopo essere stato richiamato in servizio attivo nel 1941, prese parte allo Sbarco in Normandia come ufficiale comandante del 2º battaglione ranger.
I suoi rangers presero d'assalto la spiaggia a Pointe du Hoc, scalando le scogliere di 30 metri d'altezza sotto il fuoco nemico per raggiungere e distruggere le batterie d'artiglieria tedesche. Il tasso di perdite del battaglione per questa pericolosa missione fu superiore al 50%. Lo stesso Rudder fu ferito due volte nel corso dei combattimenti. Nonostante in quella zona ci fosse una fiera resistenza i tedeschi avevano rimosso le principali armi da Pointe du Hoc nell'aprile 1944, e avevano costruito segretamente le Batterie di Maisy come le principali posizioni di artiglieria pesante nel settore che era stato lasciato operativo. Nonostante questo Rudder ordinò ai suoi uomini di trincerarsi in quella zona, resistendo ai contrattacchi tedeschi per due giorni prima di essere sollevato dal comando. Lui insieme ai suoi uomini aiutarono con successo a stabilire una testa di ponte sulla spiaggia per le forze alleate. L'assedio è stato ricostruito nel film del 1962 Il giorno più lungo.
Sette mesi più tardi, Rudder venne riassegnato nel mezzo di un assalto al 109º reggimento di fanteria, che vide un servizio chiave nell'Offensiva delle Ardenne. Rudder venne decorato con diverse onorificenze militari tra cui la Distinguished Service Cross, la Bronze Star con grappolo di foglia di quercia, la Purple Heart con grappolo di foglia di quercia, la Legion d'onore con la Croix de guerre e palma e l'Ordine di Leopoldo con la Croix de guerre e la palma. Alla fine della guerra aveva raggiunto il grado di Colonnello, successivamente venne promosso a Brigadier generale della United States Army Reserve nel 1954 e a Maggior generale nel 1957.
Rudder servì in seguito come sindaco della città di Brady in Texas per sei anni dal 1946 al 1952. Nel 1953 divenne vicepresidente della Compagnia di aviazione di Brady. Il 1º gennaio 1955, assunse la carica di commissario delle terra del Texas dopo che James Bascom ebbe abbandonato tale carica. In quel momento, il Programma della Terra dei veterani era sotto scrutinio per cattiva gestione e corruzione. Rudder intraprese il compito di riformare le politiche, nell'accelerare le applicazioni terrestri, supervisionando strettamente le corrette procedure contabili. Allo stesso tempo prese la supervisione degli affitti delle terre impiegando più ispettori nel campo del petrolio e dei siti del gas aggiungendo inoltre uno staff per l'esplorazione sismica. In aggiunta, migliorò le condizioni lavorative del suo staff istigandoli a preservare i documenti dal General Land Office dal deterioramento.
Rudder vinse le elezioni per i commissari della terra del 1956 come membro del Partito Democratico. Divenne in seguito vicepresidente della Texas A&M University nel 1958 e venne nominato successivamente suo presidente nel 1959. Fu presidente dell'intero Texas A&M University System dal 1965 sino alla sua morte nel 1970. Nel 1967 il Presidente degli Stati Uniti Lyndon B. Johnson gli consegnò la Army Distinguished Service Medal, la più alta onorificenza in tempo di pace dell'Esercito statunitense. Sin dalla sua morte nel 1970, si è un annuale servizio in suo onore in Normandia.
Mentre era presidente della Texas A&M University Rudder venne citato per essere stato il responsabile della sua trasformazione da un piccolo college riservato ai soli uomini alla grande università che è oggi. In modo specifico, rese la membership nel Corpo dei cadetti opzionale, permettendo anche alle donne di studiare e fece diversi tentativi per integrarle nel campus. Mentre questi cambiamenti erano largamenti impopolari tra gli ex studenti (è  stato detto che solo un presidente con l'eroico record militare di Rudder avrebbe potuto portare a termine cambiamenti cosi drastici), non c'è dubbio che questi cambiamenti permisero alla Texas A&M di divenire la quarta più grande università negli interi Stati Uniti d'America. Diversi richiami a Rudder sono presenti nel campus dell'università, inclusa una torre a lui dedicata vicino al Memorial Student Center. Una speciale unità di addestramento all'interno del Corpo dei cadetti conosciuta come "Rangers di Rudder" è intitolata così in suo onore. I cadetti all'interno del Corps of Cadets della A&M dovrebbero essere in grado di recitare un estratto dall'iscrizione sulla torre a lui dedicata, una "Campusology" che recita:
Rudder morì nel 1970, a causa di un'emorragia cerebrale.